# Chiesa di San Lorenzo Martire (Genivolta)
La chiesa arcipretale di San Lorenzo Martire è la parrocchiale di Genivolta, in provincia e diocesi di Cremona; fa parte della zona pastorale 2.

## Storia
La prima citazione di una chiesa dedicata a San Lorenzo nella zona di Genivolta risale all'852; questa cappella sorgeva fuori dall'attuale centro abitato, nei pressi della strada che mena a Soncino. Detto edificio venne distrutto dalle truppe milanesi nel 1137 e riedificato in paese. 

Grazie al Liber Synodalium del 1385 si conosce che la pieve di Genivolta comprendeva le chiese di Azzanello, Aura, Barzaniga, Bevenego, Brugo, Casalmorano, Cumigano, San Clemente, San Zenone, Soresina, Ticengo, Pradabisso, Santi Simone e Giuda, Panigalia e Viligana. Dalla relazione della visita pastorale del vescovo Cesare Speciano del 1599 s'apprende che la parrocchia di Genivolta era compresa nel vicariato di Soresina; in quello stesso anno il console Giorgio de Bonanonijs promise al vescovo che entro pochi anni la chiesa sarebbe stata rifatta. L'edificio fu ricostruito tra il 1615 ed il 1616, nel 1775 venne rifatta la sagrestia e nel 1785 fu installato il nuovo altare. Nel 1802 un terremoto danneggiò la chiesa, che venne, pertanto, restaurata.
 Verso l'inizio del XIX secolo questa non era più sufficiente per soddisfare le esigenze della popolazione e fu incaricato Carlo Brilli di disegnare il nuovo tempio; a causa delle ristrettezze economiche, però, il progetto si arenò. L'interesse per il rifacimento della chiesa rinacque nel 1855 e il disegno del nuovo edificio venne affidato a Francesco Formaggini; l'attuale parrocchiale fu costruita tra il 1857 ed il 1859 e consacrata in quello stesso anno dal vescovo Antonio Novasconi. Negli anni successivi venne eretto il campanile.

## Interno
Opere di pregio patrimonio della chiesa sono l'organo Serassi, restaurato tra il 1865 ed il 1875 dal pavese Angelo Amati dal cremonese Pacifico Inzoli, le statue ottocentesche di San Carlo dell'Immacolata e di San Lorenzo sulla facciata, l'altare del Crocifisso, terminato nel 1904, le decorazioni interne, eseguite da Egidio Camminada e da Pietro Tinelli, e le vetrate policrome raffiguranti storie della vita di Gesù e realizzate tra il 1949 ed il 1951 da Vittorio Trainini.